# Isla Price
La isla Price se encuentra en el Distrito Central Regional de la Costa, de la provincia de Columbia Británica, en el suroeste del Canadá, a 3.800 km al oeste de Ottawa.
Se encuentra en el extremo sureste del estrecho de Hécate y el extremo noreste de Sound de la Reina Carlota. El punto más al sur de la isla Price, llamado Day Point, se usa para delinear el límite entre el estrecho de Hecate y la sonda o Sound de la Reina Carlota. La sonda de Milbanke está al sur de la isla Price. La sonda Laredo está al norte. La isla Swindle se encuentra al norte de Price Island. La ruta principal del Pasaje Interior cruza la sonda de Milbanke y entra en el canal de Finlayson, al este d la isla Price, que pertenece al distrito regional de Kitimat-Stikine.
Forma parte de un centro volcánico llamado Milbanke Sound Group, que incluye varios conos  de ceniza monogénicos. Los flujos de lava basáltica del Holoceno se superponen a los depósitos de playa adyacentes.
El actual nombre de la isla fue dado en homenaje al capitán John Adolphus Pope Price, de la Armada Real.